# Cimber Sterling
 Ikke at forveksle med Cimber A/S.
Cimber Sterling (tidl. Cimber Air) var et dansk flyselskab med hovedsæde i Sønderborg.
Selskabet blev stiftet i 1950 af Ingolf L. Nielsen der købte det tidligere Sønderjyllands Flyveselskab grundlagt i 1947. Historisk har hovedvægten i aktiviteterne ligget på beflyvning af Vesttyskland samt diverse opgaver såsom skoleflyvning, luftfotografering, luftfragt (bl.a. post og aviser) m.v. 
Rutenettet bestod i 2012 af et vidt forgrenet indenrigsnet samt udenrigsruter fra Billund og København til bl.a. Bergen, Oslo, Stockholm, Norrköping, Växjö, Prag, Salzburg, Burgas, Split, Kreta, Napoli, Rom, Firenze, Sicilien, Nice, Montpellier, Barcelona, Málaga, Mallorca, Madeira, Tenerife, Gran Canaria, Antalya, Tel Aviv, London, og München.
I Danmark omfattede indenrigsnettet Billund, Karup, København, Rønne, Sønderborg, Aalborg og Århus.
Administrerende direktør (CEO) var fra. 1. oktober 2011 Jan Palmér (født 1950). Cimber Sterlings ledelse (pr. 15. februar 2012) bestod desuden af kommerciel direktør (CCO) og vice-administrerende direktør Jacob Krogsgaard, finansiel direktør (CFO) og vice-administrerende direktør Martins Antonovics, operationel direktør (COO) Jørgen Nielsen, samt Chief Legal Officer (CLO) Alex Dyrgaard.
Cimber Sterling udgav in-flight magasinet Flyaway, der udkom 11 gange årligt. Magasinet indeholdt features, interviews og destinationsartikler. 
3. december 2008 købte Cimber Air væsentlige dele af det konkursramte Sterling Airlines. Det drejede sig om navnet Sterling og nogle flytilladelser. Derefter benyttede Cimber Air Sterling-navnet til indenrigsflyvninger. Cimber Air hed herefter Cimber Sterling.
8. oktober 2009 vandt Cimber Sterling sølv i ERA’s prestigefyldte pris "Airline of the Year 2009/10". 1. december 2009 blev selskabet børsnoteret. 2009 var også året, hvor Cimber Sterling modtog Jydske Vestkystens erhvervspris "Den Gyldne Ambolt". 
Mansvell Enterprises Ltd, der er ejet af den ukrainske milliardær Igor Kolomoyskij, havde til sidst aktiemajoriten i Cimber Sterling. På en ekstraordinær generalforsamling på Hotel Scandic i Sønderborg den 29. juli 2011 stemte 99,79% af de fremmødte aktionærer for at lade Mansvell overtage selskabet. 
3. maj 2012 indgav selskabet konkursbegæring.
| Ansatte     | Ca. 600 |
| Antal Ruter | 40      |

## Flyflåde
Cimber Sterlings flåde pr. 31. marts 2011 :
| Type                 | Total | Registrering                                                                           | Bemærk                       |
| -------------------- | ----- | -------------------------------------------------------------------------------------- | ---------------------------- |
| ATR 42-500           | 3     | OY-CIJ, OY-CIK, OY-CIL                                                                 |                              |
| ATR 72-202           | 3     | OY-RTC, OY-RTD, OY-RTF                                                                 |                              |
| ATR 72-500           | 2     | OY-CIN, OY-CIM, OY-CIO                                                                 |                              |
| Boeing 737-700       | 6     | OY-MRE, OY-MRF, OY-MRG, OY-MRH, OY-MRU, OY-MRS                                         | MRG, MRU, MRS i retro farver |
| Bombardier CRJ-200ER | 1     | OY-RJJ                                                                                 |                              |
| Bombardier CRJ-200LR | 10    | OY-MBT, OY-RJA, OY-RJB, OY-RJC, OY-RJD, OY-RJE, OY-RJF, OY-RJG, OY-RJH, OY-RJI, OY-RJJ | 4 fly opererer for SAS       |

Gennemsnitsalderen for flyene var 12,9 år (pr. 31. marts 2011) 

## Følger af konkursen
Personer som havde betalt med dankort og ikke havde købt en konkursforsikring, mistede deres penge. Personer, der havde betalt med et internationalt kreditkort eller rejste via et rejsebureau, havde mulighed for at få deres penge retur. Omkring 600 ansatte mistede deres job.
Indenrigsruterne til Karup, Sønderborg og Rønne blev hurtigt overtaget. Sønderborg og Rønne havde fly allerede samme dag med Danish Air Transport. Karup fik fly igen fire dage efter, den 6. maj 2012. Karup blev indtil 2014 betjent af Norwegian, der dog mødte en del kritik fra det lokale erhvervsliv for manglende frekvens (for få afgange).
Ruten til Karup er senere overtaget af DAT(Danish Air Transport).
Ruten til Aalborg har mistet 20% af sin kapacitet. Norwegian satte en ekstra afgang ind, mens SAS satte større fly ind. Ruten til Aarhus fik en ekstra daglig afgang, betjent af SAS.
Indenrigsruten til Billund blev genopstartet af SAS, der brugte Cimber AS (dannet af folk fra det gamle Cimber Sterling)til at flyve ruten med en ATR maskine i SAS design. Det nye Cimber AS flyver desuden en række udenlandsdestinationer for SAS. Ruten til Billund er senere blevet droppet af SAS grundet COVID-19 pandemien.
Ruterne mellem Stockholm, Oslo og Billund blev reddet af danske SUN-AIR.
Ruten mellem Oslo og Aalborg blev også overtaget af SUN-AIR, men senere lukket ned og overtaget af SAS.
Fra København, hvor Cimber Sterling havde fly til Stockholm, Norrköping, Prag, Barcelona, Rom, Malaga, Palma de Mallorca, Nice, Napoli, Chania og Catania, flyver der allerede andre selskaber, med undtagelse af Norrköping, Chania og Catania.

## Fodnoter
1. ↑  "epn.dk, Ukrainsk dobbeltspil om Cimber?, 3. maj 2012". Arkiveret fra originalen 5. maj 2012. Hentet 3. maj 2012.
2. ↑  "Cimber.dk Flyflåde". Arkiveret fra originalen 29. juni 2011. Hentet 31. marts 2011.
3. ↑  CH-Aviation CH-Aviation's liste over Cimber fly
4. ↑  Airfleets.net Airfleets information om Cimber Sterling.